# Dinastia Flaviilor
Dinastia Flaviilor sau Dinastia Flaviană a fost a doua dinastie a Imperiului Roman. Ea a fost reprezentată de o serie de trei împărați romani care au domnit din 69, „Anul celor patru împărați”, până în 96, când ultimul membru al dinastiei, împăratul Domițian, a fost asasinat și a început Dinastia Antoninilor.
Numele dinastiei provine de la numele împăratul Vespasian, Titus Flavius Vespasianus.
Cei trei împărați care aparțin dinastiei Flaviilor sunt:
- Vespasian (69–79)
- Titus (79–81), fiul lui Vespasian
- Domițian (81–96), fiul lui Vespasian